# Landkreis Jerichower Land
Landkreis Jerichower Land is een Landkreis in de Duitse deelstaat Saksen-Anhalt. De Landkreis telt 89.403 inwoners (31 december 2020) op een oppervlakte van 1.576,73 km².

## Geschiedenis
De Landkreis ontstond in 1994 door de fusie van de Kreise Burg en Genthin en de gemeente Mangelsdorf uit de Kreis Havelberg. De naam van de Landkreis verwijst naar de Pruisische Landkreise Jerichow I en Jerichow II. Bij de bestuurlijke herindeling van 2007 werd de Landkreis opgeheven en een nieuwe, grotere Landkreis met dezelfde naam gevormd. Het zuidelijke deel van de nieuwe Landkreis bestaat uit gemeenten die voordien tot de Landkreis Anhalt-Zerbst behoorden.

## Steden en gemeenten
Het Jerichower Land is bestuurlijk in de volgende steden en gemeenten onderverdeeld (inwoneraantal op 31-12-2020):
| Eenheidsgemeenten 1. Biederitz (8.590) 2. Burg, stad (22.240) 3. Elbe-Parey (6.402) 4. Genthin (13.582) 5. Gommern, stad (10.484) 6. Jerichow, stad (6.787) 7. Möckern, stad (12.935) 8. Möser (8.383) |

Biederitz ·
Burg ·
Elbe-Parey ·
Genthin ·
Gommern ·
Jerichow ·
Möckern ·
Möser